# Paraninfo
Paraninfo è un termine che deriva dalle parole greche paranymphos (παράνυμϕος) e paranymphios (παρανύμϕιος), composto di para- (παρά, «accanto», «presso») e -nymphe/-nymphios (νύμϕη/νυμϕιος, «sposa»/«sposo»). Il vocabolo è passato all'italiano attraverso il latino tardo paranymphus (al femminile, paranympha).
Anticamente paranymphios era usato per indicare chi, nella cerimonia del matrimonio, accompagnava uno o entrambi gli sposi: generalmente era un amico fidato dello sposo che accompagnava la sposa alla nuova casa e che era presente sia nelle cerimonie nuziali greche che in quelle latine. La parola paranymphos(ἡ παράνυμϕος), invece, indicava la donna che assisteva la sposa e la accompagnava al letto nuziale (quest'ultima figura, in latino, era chiamata pronŭba. Per la figura maschile in latino esisteva anche, ma era poco comune, la parola pronŭbo).
Col tempo la parola ha assunto anche significati diversi, con connotazioni negative: un secondo significato è quello di mezzano di matrimoni, in pratica la persona che li combina. Un esempio di questa accezione negativa è visibile nel film Paraninfo, diretto da Amleto Palermi del 1934, in cui Angelo Musco interpreta la parte di un personaggio impegnato a far sposare coppie improbabili che poi inevitabilmente si separano attirandosi le ire di tutti.